# Musik i Italien

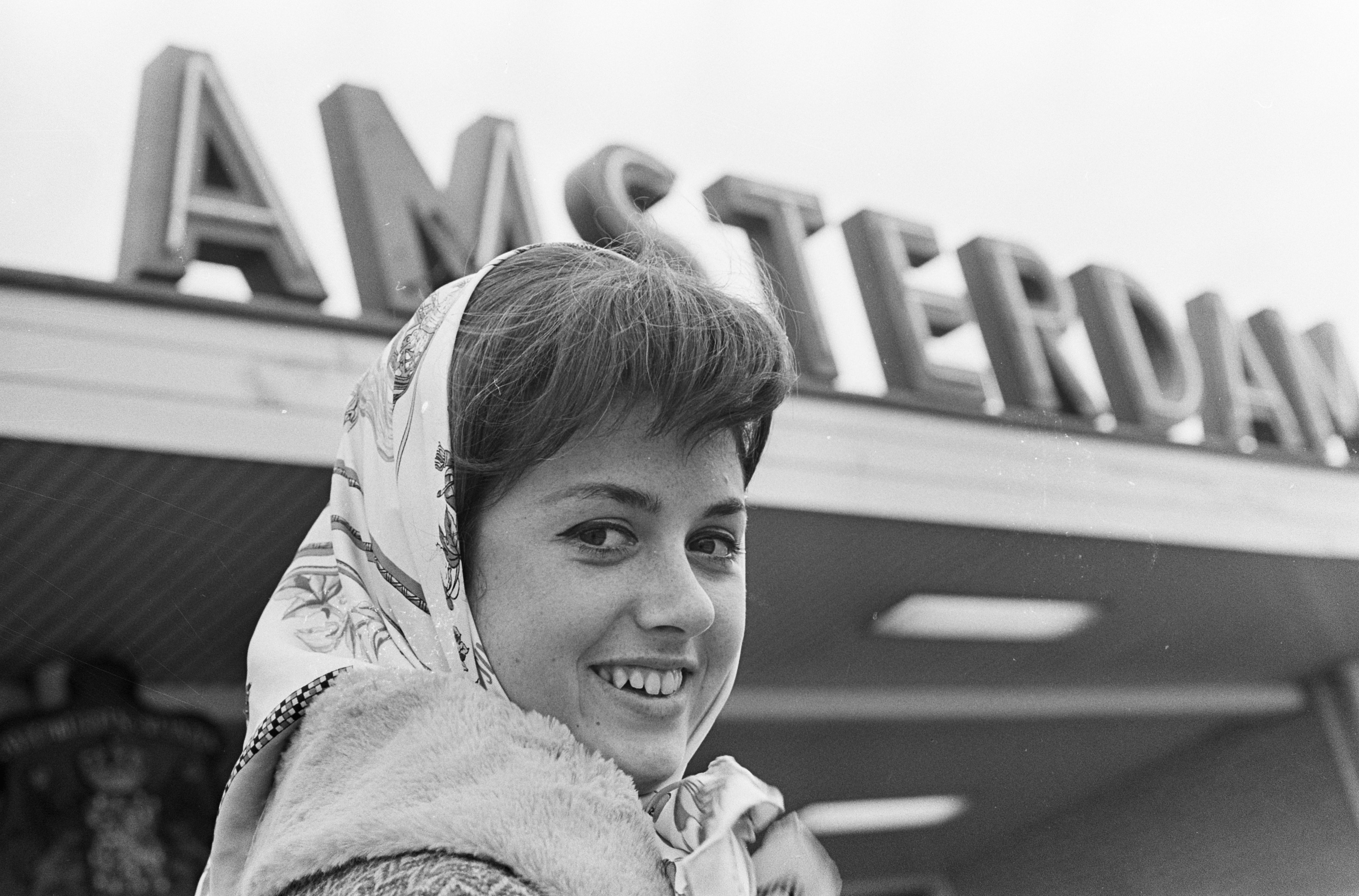
Gigliola Cinquetti 1966.

Musik i Italien har traditionellt varit en av kultursymbolerna för den italienska nationella och etniska identiteten. Musikaliska innovation i skalor, harmoni, notation och teater gjorde framväxten av operakonsten möjlig i slutet av 1500-talet. I Italien har genom århundradena producerats symfonier och annan konsertmusik, instrumentalmusik och populärmusik från både Italien och utlandet.
Italiens nationalsång heter Il Canto degli Italiani.
På 1400- och 1500-talet var Rom och Venedig viktiga centrum för den italienska musiken.
Italien vann Eurovision Song Contest 1964 med Gigliola Cinquetti och Non ho l'età (Per amarti) samt 1990 med Toto Cutugno och Insieme:1992, och Neapel respektive Rom fick därmed arrangera 1965 och 1991 års tävlingar. Italien drog sig ur tävlingen 1994, men återkom 2011.
Hiphopgruppen 99 Posse, som bildades i Neapel, hade framgångar under 1990-talet.